# Елеонора Острозька

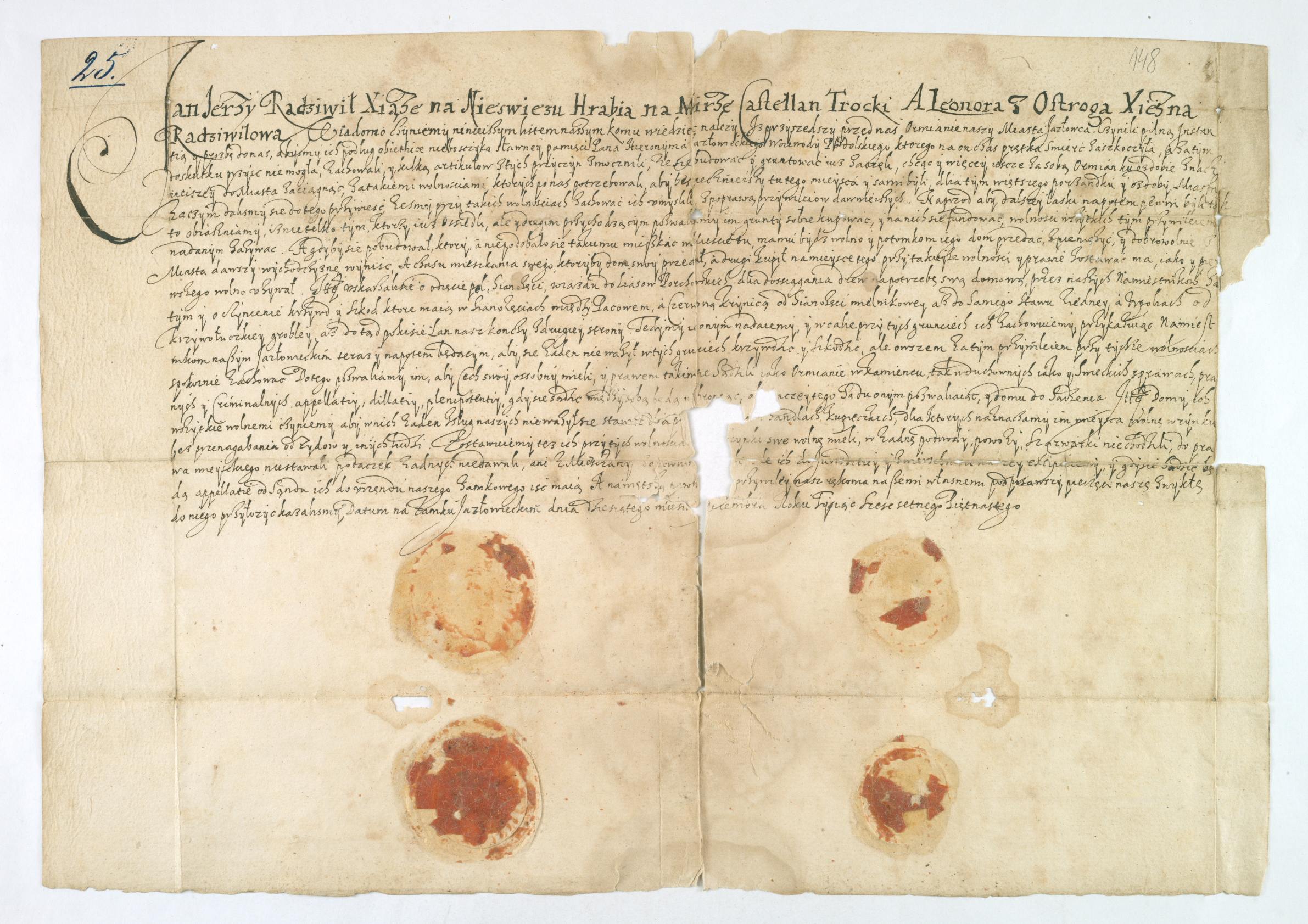
Підтвердження привілею язловецьким вірменам від Я.-Є. Радзивілла та Елеонори, датоване 10 грудня 1615

Елеонора Острозька (пол. Eleonora z Ostrogskich, лит. Eleonora Ostrogiškė; близько 1582 — 6 січня 1618) — руська княжна, старша донька волинського воєводи Януша Костянтиновича Острозького та угорської аристократки Сюзанни Середі. 

## Життєпис
При народженні її охрестили в католицькій вірі.  
1601 року дівчина одружилась з подільським воєводою й старостою сокальським Ієронімом Язловецьким, що був братом давнього ворога Януша Острозького — Миколая Язловецького, старости снятинського, пошлюбленого з Олександрою Тишкевич, вдовою по Костянтину Острозькому. Дітей пара не мала, тож коли в 1607 Ієронім помер, згас і рід Язловецьких, а Елеонорі перепала багата спадщина. 
В 1608 до жінки посватався троцький воєвода Олександр Ходкевич, однак його сподівання на поміч в матримоніальних планах свого іменитого брата Яна-Кароля не справдились — той був проти цього шлюбу; зрештою, Олександр оженився з львівською міщанкою Катериною Корнякт. Іншим претендентом на серце подільської воєводини став Ян-Єжи Радзивілл, син литовського магната Миколая Радзивілла «Сирітки» та Єлизавети Євфимії Вишневецької. Він представляв вітця на похороні К. В. Острозького в травні 1608, і невдовзі після цього став домагатись руки Елеонори. Попервах Януш поставився до нього холодно, вважаючи не дуже багатим. Пізніш згодився на їх одруження, але виставив умову, аби майбутній сват уступив сину посаду віленського воєводи й відписав частину спадщини. 11 червня 1609 в Любліні сторони підписали інтерцизу. 7 серпня того ж року «Сирітка» передав Яну-Єжи Несвіж, Мір, Сьвежно, Миколаївщину та Могильну. Весілля справили у Язловці десь в середині жовтня.
Жінка брала активну участь у громадських справах та налагодженні добробуту Язловця, цікавилася мистецтвом, зискала репутацію покровительки музики. При її дворі частим гостем був композитор Миколай Гомулка (якось під час одного з візитів він захворів і помер, поховали його на домініканському цвинтарі міста). Радзивілл, своєю чергою, привіз із Несвіжа власних придворних музиків.
Стараннями Елеонори до місцевого мурованого костелу були перенесені тіла п'ятьох його фундаторів. Вона помирилась із кліром, віддавши домініканцям новий храм, збудований дівером М. Язловецьким, і щедру спадщину, яку той заповів місцевій парафії й членам ордену.

### Смерть і спадщина
Заповіт Елеонори зберігся в оригіналі, містить підпис жінки й печатку, але без дати. Його вона сформулювала у другій половині 1617-го чи на початку січня 1618. Тестаторка доручила чоловікові поховати її тіло одразу після смерті, без тривалих приготувань і перевезень, там, де помре, виділивши 2000 злотих на храм, в якім лежатимуть її тлінки. Ще 3 тисячі слід було витратити на жалобні урочистості. Від кількох сотень до тисячі злотих становили офірування на костели й католицькі святині в Язловці, Тарнові, Несвіжі та Вільні, ще 4000 призначалися на розрахунок зі слугами.